# ハンコック郡 (アイオワ州)
ハンコック郡（英: Hancock County）は、アメリカ合衆国アイオワ州の北部に位置する郡である。2010年国勢調査での人口は11,341人であり、2000年の12,100人から6.3％減少した。郡庁所在地はガーナー市（人口3,129人）であり、同郡で人口最大の都市でもある。

## 歴史
ハンコック郡1851年1月15日に設立された。郡名はアメリカ独立宣言の署名者で、大陸会議の議長を務めたジョン・ハンコックにちなんで名付けられた。

## 地理
アメリカ合衆国国勢調査局に拠れば、郡域全面積は573.14平方マイル（1,484.4km2）であり、このうち陸地は571.11平方マイル（1,479.2km2）、水域は2.03平方マイル（5.3km2）で、水域率は0.35％である。

### 主要高規格道路
- アメリカ国道18号線
- アメリカ国道69号線
- アイオワ州道17号線

### 隣接する郡
- ウィネベーゴ郡 - 北
- セロゴード郡 - 東
- ライト郡 - 南
- コスース郡 - 西

## 人口動態

### 2010年国勢調査
以下は2010年国勢調査による人口統計データである。
基礎データ
- 人口: 11,341人
- 人口密度: 8人/km2（20人/mi2）
- 住居数: 5,330軒
- 使用住居: 4,741軒[5]

### 2000年国勢調査

2000人口ピラミッド

以下は2000年国勢調査による人口統計データである。
| 基礎データ - 人口: 12,100人 - 世帯数: 4,795 世帯 - 家族数: 3,375 家族 - 人口密度: 8人/km2（21人/mi2） - 住居数: 5,164軒 - 住居密度: 3軒/km2（9軒/mi2） 人種別人口構成 - 白人: 97.70% - アフリカン・アメリカン: 0.09% - ネイティブ・アメリカン: 0.10% - アジア人: 0.31% - 太平洋諸島系: 0.02% - その他の人種: 1.38% - 混血: 0.40% - ヒスパニック・ラテン系: 2.49% 年齢別人口構成 - 18歳未満: 26.5% - 18-24歳: 6.6% - 25-44歳: 25.5% - 45-64歳: 23.5% - 65歳以上: 17.9% - 年齢の中央値: 40歳 - 性比（女性100人あたり男性の人口） - 総人口: 96.8 - 18歳以上: 95.0 | 世帯と家族（対世帯数） - 18歳未満の子供がいる: 32.6% - 結婚・同居している夫婦: 60.9% - 未婚・離婚・死別女性が世帯主: 6.0% - 非家族世帯: 29.6% - 単身世帯: 26.5% - 65歳以上の老人1人暮らし: 13.7% - 平均構成人数 - 世帯: 2.48人 - 家族: 3.01人 収入と家計 - 収入の中央値 - 世帯: 37,703米ドル - 家族: 44,248米ドル - 性別 - 男性: 29,452米ドル - 女性: 20,376米ドル - 人口1人あたり収入: 17,957米ドル - 貧困線以下 - 対人口: 6.0% - 対家族数: 5.2% - 18歳未満: 6.9% - 65歳以上: 6.9% |

## 経済
2008年12月時点のハンコック郡の失業率は9.1％であり、その1年前の4.0％から急上昇した。

## 都市と町
| - ガーナー - 郡庁所在地 - ブリット - コーウィズ - クリスタルレイク | - フォレストシティ（部分） - グッデル - カノーワ - クレム - ウォーデン |  |

### 郡区
ハンコック郡は16の郡区に分割されている
| - アムスターダム郡区 - アベリー郡区 - ビンガム郡区 - ブーン郡区 - ブリット郡区 - コンコード郡区 | - クリスタル郡区 - エル郡区 - エリントン郡区 - エリン郡区 - ガーフィールド郡区 - リバティ郡区 | - マディソン郡区 - メイガー郡区 - オーセル郡区 - ツインレイク郡区 |